# ラハンウェイン抵抗軍
ラハンウェイン抵抗軍（ラハンウェインていこうぐん、Rahanweyn Resistance Army, RRA）、別名リーウィン抵抗軍（リーウィンていこうぐん、Reewin Resistance Army）は、ソマリア南部で活動していた軍閥。ソマリアの氏族ラハンウェインにより1995年に結成され、2002年には南西ソマリア国として独立宣言した。2004年から ソマリア暫定連邦政府に参加後、しばらくして自然消滅。

## 歴史

### 背景

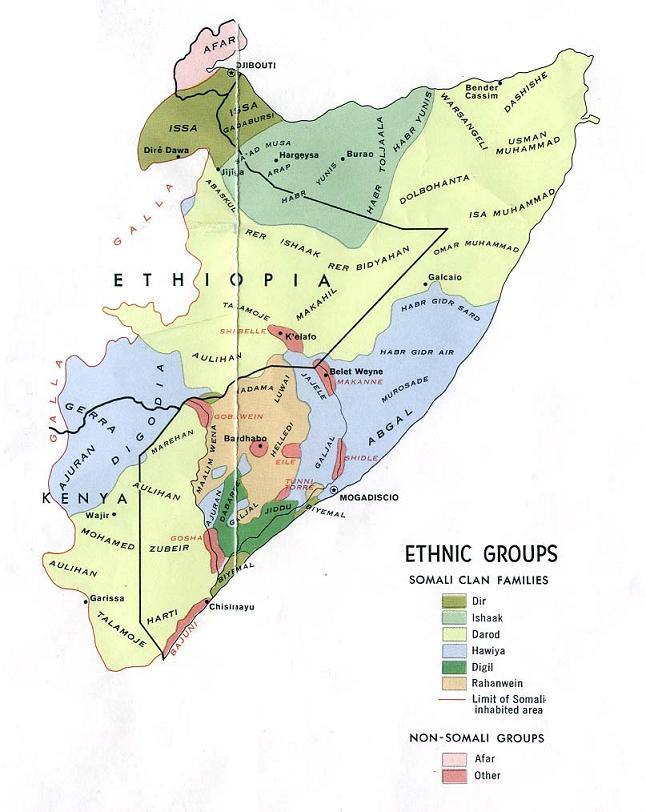
ソマリアの氏族分布。赤色地域がラハンウェイン氏族居住地域

ソマリアでは1980年代から内戦が勃発した。内戦初期は氏族・支族単位に分かれての反政府運動といった様相だったが、ハウィエ氏族を中心とした軍閥統一ソマリ会議（USC）が力を付けて1990年に首都モガディシュを奪取し、それまでのソマリア政府に代わって最大勢力となった。ところが、そのUSCがソマリ国民同盟（SNA）とソマリ救国同盟（SSA）に分裂してモガディシュで戦闘を始め、国連軍の介入も失敗して内戦は泥沼化。

### 結成
1995年9月、SNAの指導者モハメッド・アイディードの息子フセイン・アイディードが、SNAの一軍を率いてラハンウェイン氏族居住地域の主要都市、バイドアを占拠。これに反抗したラハンウェイン氏族の有力者が10月13日、バイドアの西の町ジャフェイでラハンウェイン抵抗軍を結成した。
ラハンウェイン抵抗軍の幹部は、旧軍将校、宗教指導者、知識人などから構成された。ラハンウェイン抵抗軍は、SNAとの戦闘を開始。SNAは1996年1月にフドゥールを占拠。7月になると、モハメッド・アイディードが暗殺され、フセイン・アイディードが指導者を継ぐもSNAは次第に力を失った。
ハサン・シャティガドゥドが、当初はRRAに一司令官として参加し、1997年から議長になった。副議長にはアダン・モハメド・ヌール・マドベ、第2副議長にはムハンマド・イブラヒム・ハブサデが就任した。1998年10月にラハンウェイン抵抗軍はフドゥールを占拠。これにより、世界がラハンウェイン抵抗軍の名を知ることとなった。1999年6月6日にはバイドアを占拠。

### 暫定国民政府とラハンウェイン抵抗軍
2000年、ジブチのアルタにて、ソマリアの有力軍閥代表が会合してソマリア暫定国民政府 (TNG)が成立する。しかし暫定国民政府は求心力が弱く、SNA、ラハンウェイン抵抗軍のいずれも参加しなかった。SNAを率いるフセイン・アイディードは、2001年、暫定国民政府に対抗してソマリア和解再生評議会 (SRRC) を結成した。
ラハンウェイン氏族は、単純な統一国家を目指すTNGへの参加に消極的だったが、一方でラハンウェイン居住地域を荒らしたフセイン・アイディードのSRRCへの参加もためらわれた。結局、リーダーのシャティガドゥドはSRRCへの参加を表明。2001年5月27日にはTNGの支配地域ワンラウェインを攻撃している。12月にTNGからジブチでの会談を提案されるが、シャティガドゥドは拒否。
シャティガドゥドは2002年2月のインタビューで、RRAの戦力が4,000名であると語っている。また、ソマリアを連邦制とすることを望んでいるとも語った。

### 南西ソマリアの成立とその後
2002年4月1日、ラハンウェイン抵抗軍（RRA）の指導者シャティガドゥドは、支配地域を南西ソマリアとして独立宣言。ただし形式上は、RRAと南西ソマリアとは別組織とされ、シャティガドゥドはRRAの議長であり、南西ソマリアの大統領でもあった。南西ソマリアは、ラハンウェイン氏族の長老、RRA幹部、地元の宗教指導者、企業家など36名からなる調停委員会が運営することになった。2002年6月上旬、シャティガドゥドはエチオピアを訪問。これが後のソマリア暫定連邦政府（TFG）に繋がる。ただし、マドベやハブサデとのわだかまりの原因ともなる。
6月下旬、副議長だったマドベとハブサデがシャティガドゥドの元を離脱し、RRA内部の抗争が始まる。マドベらの離脱は、別の軍閥ジュバ渓谷連合の画策との説もあったが、ジュバ渓谷連合はこれを否定している。7月22日、マドベは自身がRRA議長になったと宣言。8月、シャティガドゥドがバイドアを奪回。9月、シャティガドゥドとマドベは休戦協定を結んだ。2003年10月にはバイドア近郊の戦闘で、数百名が避難している。
2004年にはソマリア暫定連邦政府（TFG）が成立。TFGは地方自治を大きく認める連邦制を標榜しており、南西ソマリアもこれに参加。2005年5月、シャティガドゥドとマドベの連合軍が、ハブサデの支配地域を攻撃。2006年、イスラーム武装勢力イスラム法廷会議が急速に力をつけ、ソマリア南部の多くの地域を支配。RRAの本拠地バイドアのすぐそばまで支配地域を広げるが、エチオピアの参戦によりイスラム法廷会議は衰退。
2008年、別のイスラーム武装勢力アル・シャバブが力を付け、RRAの支配地域を含むソマリア南部を占拠。RRAの本拠地バイドアも、2012年までアル・シャバブの支配下となった。2014年にはシャリフ・ハッサン・シェイハ・アデンが南西ソマリアを再結成するが、RRAは関与せず。